# Freie Arbeiter Union Deutschlands
Freie Arbeiter Union Deutschlands (FAUD) (em português: União Livre de Trabalhadores da Alemanha) foi um sindicato anarcossindicalista que existiu como tal desde que a Associação Livre de Sindicatos Alemães (FDVG) adotou esse nome em 15 de setembro de 1919 e até a sua dissolução em janeiro de 1933 com a chegada do nazismo ao poder. Chegou a atingir 150.000 afiliados. 

## História
A origem do FAUD foi a FDVG, que depois da Primeira Guerra Mundial reorganizou a sua estrutura e modificou o seu nome e o do seu órgão de expressão, que passou a denominar-se Der Syndikalist. Os centros principais de trabalho eram Berlim, Silésia, o vale do Ruhr, a Renânia, a Saxónia, e as cidades da costa, como Hamburgo e Bremen. No seu momento de maior atividade chegou a reunir 150.000 afiliados, dentre os quais se significaram Rudolf Rocker (a cabeça do movimento sindicalista internacional),  Augustin Souchy ou Helmut Rüdiger. 
Oposta ao que considerava serem partidos centralistas de esquerda (KPD e SPD), a FAUD participou ativamente nas lutas no Vale do Ruhr que se opuseram ao Putsch de Kapp-Lüttwitz, chegando a contribuir com arredor de 40% das tropas operárias. Porém, com a dissolução da situação revolucionária, a FAUD passou a ser uma organização minoritária, que na década de 1930 contava apenas com 5.000 afiliados. 
Em 1933, o sindicato foi proibido e dissolvido pelo nazismo. Porém, alguns dos seus membros continuaram a realizar trabalho político ilegal, com o fim de combater o regime nazista. Outros deslocaram-se para a Espanha com o fim de combater na Guerra Civil Espanhola

## Legado
Em 1977 foi fundada a União Livre de Trabalhadores (FAU), inspirada diretamente na organização FAUD. 